# كرافت أرنولد إيريك
كرافت أرنولد إيريك (٢٤ مارس ١٩١٧ - ١١ ديسمبر ١٩٨٤) هو مهندس دفع صواريخ وناشط في الدعوة إلى استعمار الفضاء.

## النشأة
ولد إيريك في برلين، وقد آمن بقابلية فكرة السفر إلى الفضاء منذ عمر صغير متأثرا بفيلم فريتز لانغ «امرأة في القمر». وفي عمر الثانية عشرة، أسس إيريك مجتمعه الخاص للصواريخ. ارتاد جامعة برلين للتكنولوجيا لدراسة الميكانيكا السماوية والفيزياء الذرية على يد علماء كبار في المجال مثل هانز غايغر وفيرنر هايزنبيرغ وحصل على درجة في هندسة الطيران.

## المسيرة العملية
عمل في بينامونده كمهندس دفع صاروخي ما بين ١٩٤٢ و١٩٤٥ مع والتر ثيل، ثم ذهب إلى الولايات المتحدة مع عدد من علماء وفنيي الصواريخ الألمان في عملية مشبك الورق عام ١٩٤٧، وعمل لوقت قصير مع فريق فون براون الصاروخي في هنتسفيل.
في عام ١٩٤٨، أثناء عمله في الجيش الأمريكي كتب إيريك قصة عن مهمة بشرية للوصول إلى المريخ سماها (إكسبيديشن آريس Expedition Ares) توقع فيها التحديات الكثيرة التي لا تزال تواجه المستكشفين الذين سيقومون بالرحلة في المستقبل. في نفس العام، ألف كتابا مع فيرنر فون براون بعنوان (مشروع المريخ) فصلا فيه كيف يمكن للإنسان السفر للمريخ باستخدام نظام العبّارات (ferry system).
عندما غادر الخدمة الحكومية عمل إيريك في شركة بيل للطائرات ثم شركة كونفير في عام ١٩٥٢. أثناء عمله في كونفير، قام بتصميم قنطور D-1، أول مرحلة علوية صاروخية في العالم تستخدم الهيدروجين السائل والأوكسجين. قام أيضا بتصميم مبكر لمحطة الفضاء الدولية مبني على منصة إطلاق صاروخ كونفير «أطلس». كان صاروخ نيكزس القابل لإعادة الاستخدام كان عبارة عن تصميم لفريق في شركة جنرال ديناميكس بقيادة كرافت إيريك، وكذلك شارك خلال فترة عمله في جنرال ديناميكس في مشروع أوريون (دفع نووي).

## الإنجازات والتكريم
في عام ١٩٦٦ أُدخل اسم كرافت إيريك إلى قاعة مشاهير الفضاء الدولية نظرا لإنجازاته الهندسية وأفكاره الملهمة في مجال استكشاف الفضاء.
قام إيريك بدراسة كبيرة امتدت لعدة عقود للتطور الصناعي للقمر والذي وصفه ب«القارة السابعة» للأرض. مفهومه للتصنيع القمري كان مبنيا على أحدث التقنيات مثل ناقلات البضائع التي تعمل بالطاقة الذرية واستخدام طاقة الاندماج النووي لتزويد مدينته (سيلينوبوليس Selenopolis) بالطاقة في القمر.
تزوج من إنغيبورغ إيريك (ولدت في ١٩٢٢). والجدير بالذكر أن طريقة وفاته كانت مختلفة، حيث أنه تعرض للإصابة عند إطلاق صاروخ في أبريل ١٩٩٧م، وتلا بعدها سقوط بقايا محترقة من جثته في مدار الأرض.

## الإسهامات في مجال الطيران الفضائي
كان إيريك متمرسا وصاحب إنجازات في مجال الديناميكا الفلكية وتطبيقاتها. مؤلفه ذو الجزئين المعنون ب (الطيران الفضائي Space Flight) هو من أفضل الكتب كمقدمة لهذا المجال المعقد على الإطلاق. يركز الكتاب على طرق استكشاف النظام الشمسي. وعلى الرغم أنه ليس الأول إلا أنه قد قام بإيضاح طريقة مساعدة الجاذبية للاستفادة من اللقاءات القطعية (hyperbolic encounters) مع كوكب وسيط لزيادة أو تقليل السرعة والعناصر المدارية للمركبة الفضائية. أتاحت هذه الطريقة النظام الشمسي بالكامل للاستكشاف الروبوتي عبر استخدام ما يسمى المذنبات الآلية (Instrumented Comets) ومن أمثلتها مهام فوياجر للكواكب الأخرى ومهمة نيو هورايزونز الناجحة إلى بلوتو. كانت إسهاماته في هذا المجال المهم مهملة لعدة عقود وكانت هناك عدة ادعاءات كاذبة لاختراعات لما يسمى بمساعدة الجاذبية من قبل مايكل مينوفيتش.

## حتمية الخروج من كوكب الأرض
قدم إريريك مفهوما فلسفيا سماه (حتمية الخروج من كوكب الأرض Extraterrestrial Imperative) تدور فكرته حول إيمان إيريك أن من مسؤولية الإنسانية القيام باستكشاف الفضاء واستغلال موارد النظام الشمسي للحفاظ على بقاء الأجناس. «لا يوجد حدود للنمو»، يؤكد إيريك، لأنه بينما الأرض هي نظام مغلق فإن الفضاء يقدم الكون للبشرية، وبالنسبة إليه فإن «إبداع الإنسان ليس له حدود».